# Protophyta castanea
Protophyta castanea là một loài bướm đêm trong họ Geometridae.